# スタンディングヒルヤモリ
スタンディングヒルヤモリ（学名：Phelsuma standingi）は、ヤモリ科ヒルヤモリ属に分類されるヤモリ。

## 分布
マダガスカル南西部固有種

## 形態
最大全長33.5cm。体色は緑褐色で、褐色の虫食い状の斑紋が入る。
幼体は青みがかった緑色に、不規則な褐色の横縞が入る。

## 生態
乾燥した草原に生息する。樹上棲。1本の木にペアで生活することが多い。
食性は動物食傾向の強い雑食で、昆虫類、果実、花の蜜などを食べる。
繁殖形態は卵生。飼育下では1回に2個の卵を4-6回に分けて産んだ例がある。産卵の間隔は1-3か月。卵は70-90日で孵化する。

## 人間との関係
開発による生息地の破壊などにより生息数は減少している。
ペットとして飼育されることもあり、日本にも輸入されている。主に飼育下繁殖個体が流通し、流通量は少ない。テラリウムで飼育される。大型種であることに加え狭い場所だとストレスから拒食することもあるため、できれば飼育にあたっては大型のケージを用意する。また樹上棲のため、高さのあるケージで飼育するのが望ましい。枝や流木、観葉植物等を組んで活動場所や隠れ家にする。極度の低温に弱いため、冬季には夜間も光の出ない照明器具を照射するかケージを部屋ごとエアコンなどで保温する。昼行性のため紫外線の出るフルスペクトルライトなどの照明器具でケージ内を照射する。水は朝や照明を点灯した際に壁面に霧吹きを吹き付けて与える。餌としてコオロギや潰した果実、昆虫ゼリー、果実製のベビーフードなどを与える。餌にはカルシウム剤などの爬虫類専用のサプリメントを振りかけてから与える。また果実はケージや床材に直接置くと虫が涌くことがあるため、餌容器に入れて与えた方がよい。動きが素早く掴むと皮膚が剥がれるため、扱いには注意が必要。協調性が悪くオス同士に限らずメス同士でも激しく争うことがあるため、単独飼育もしくはペアで飼育する。